# Михаэлис, Алиса
Алиса Михаэлис (нем. Alice Michaelis; 5 апреля 1875, Берлин — 23 июня 1943, концлагерь Терезиенштадт) — немецкая художница.

## Биография
Дочь еврея-торговца. Художественное образование получила в Берлинской школе живописи. Ученица Макса Ута, а также в школе рисования и живописи Ассоциация художников Берлина под руководством Ловиса Коринта и Ганса Балушека.
С 1911 по 1934 год была активным членом Берлинской Ассоциация художников. С 1927 по 1933 год входила в совет Ассоциации, а с 1929 по 1933 год была руководителем школы рисования и живописи Ассоциации художников Берлина. Также была членом Мюнхенского кооператива художников, в 1917—1925 годах шесть раз участвовала в проведении персональных выставок в Стеклянном дворце Мюнхена.
Художница-пейзажистка, мастер натюрморта.
После прихода к власти нацистов еврейские художники были исключены из ассоциаций и союзов.
3 или 4 октября 1942 года Алиса Михаэлис и её муж были депортированы в нацистский концентрационный лагерь Терезиенштадт.
Её муж Луис Михаэлис был убит 21 декабря 1942 года, Алиса умерла 23 июня 1943 года.

## Список выставок
- 1905 — Большая Берлинская художественная выставка , 23 апреля. — 17 сентября 1905 г., государственное выставочное здание на Лертер-Банхоф, Берлин
- 1912 — Большая Берлинская художественная выставка, ? — ? 1912 г., государственное выставочное здание на Лертер-Банхоф, Берлин
- 1913 — Кассель, Кунстферайн на Стендеплац, 1 — 31 марта, Художественная мастерская 1912/13 , выпуск 25, стр. 342.
- 1914 — Большая Берлинская художественная выставка, 11 мая. — 27 сентября 1914 г., государственное выставочное здание на Лертер-Банхоф, Берлин
- 1917 — Мюнхенская художественная выставка в Стеклянном дворце, с 1 июля по 30 сентября, Мюнхен, каталог, стр. 45, серийный номер. № 917
- 1918 — Мюнхенская художественная выставка в Стеклянном дворце, с 1 июля по 30 сентября, Мюнхен, каталог, стр. 45, серийный номер. № 1024, 1025
- 1919 — Большая Берлинская художественная выставка, 24 июня. — 30 сентября 1919 г., государственное выставочное здание на Лертер-Банхоф, Берлин
- 1919 — Мюнхенская художественная выставка в Стеклянном дворце, с 1 августа по 30 сентября, Мюнхен, каталог, стр. 33, серийный номер. № 734, 735
- 1920 — Мюнхенская художественная выставка в Стеклянном дворце, с 1 июля по 30 сентября, Мюнхен, каталог, стр. 21, серийный номер. № 885, 886.
- 1920 — Большая Берлинская художественная выставка, 21 мая. — 30 сентября 1920 г., государственное выставочное здание на Лертер-Банхоф, Берлин.
- 1921 — Большая Берлинская художественная выставка, 14 мая. — 30 сентября 1921 г., государственное выставочное здание на Лертер-Банхоф, Берлин.
- 1921 — Мюнхенская художественная выставка в Стеклянном дворце, 15 июня — 30 сентября, Мюнхен.
- 1922 — Большая Берлинская художественная выставка, 20 мая. — 17 сентября 1922 г., государственное выставочное здание на Лертер-Банхоф, Берлин.
- 1923 — Большая Берлинская художественная выставка, 19 мая. — 7 сентября 1923 года, государственное выставочное здание на Лертер-Банхоф, Берлин.
- 1925 — Большая Берлинская художественная выставка, 16 мая. — 31 августа 1925 г., государственное выставочное здание на Лертер-Банхоф, Берлин.
- 1925 — Мюнхенская художественная выставка в Стеклянном дворце, 29 мая — начало октября, Мюнхен, каталог, стр. 36, серийный. № 1128.
- 1926 — Весенняя выставка Товарищества женщин-художниц в Берлине (ВКБ), ? — ? 1926, Шёнебергер Уфер, Берлин.
- 1927 — Большая Берлинская художественная выставка, 7 мая. — 30 сентября 1927 г., государственное выставочное здание на Лертер-Банхоф, Берлин.
- 1928 — Весенняя выставка Товарищества женщин-художниц в Берлине (ВКБ), ? — ? 1928, Шёнебергер Уфер, Берлин.
- 1928 — Большая Берлинская художественная выставка, 9 мая. — 31 июля 1928 г., государственное выставочное здание на Лертер-Банхоф, Берлин.
- 1928—1929 акварель — графика — рисунки. Выставка Ассоциации женщин-художниц в Берлине (ВКБ), декабрь 1928 — январь 1929, Schöneberger Ufer, Берлин.
- 1929 — Весенняя выставка Товарищества женщин-художниц в Берлине (ВКБ), 15 апреля — 15 мая 1929, Шёнебергер Уфер, Берлин.
- 1929 — Современная женщина, картины — графика — скульптура. Выставка Ассоциации женщин-художниц Берлина (ВКБ), ноябрь — декабрь, Schöneberger Ufer, Берлин.
- 1929 — Большая Берлинская художественная выставка, 19 мая. — 15 августа 1929 г., дворец Бельвю, Берлин.
- 1930 — Большая Берлинская художественная выставка, 29 мая. — 17 августа 1930 г., дворец Бельвю, Берлин.
- 1930 — Весенняя выставка Товарищества женщин-художниц в Берлине (ВКБ), 16 марта — 15 апреля 1930, Шёнебергер Уфер, Берлин.
- 1930 — Творческая женщина. Выставка Немецкой ассоциации женщин-граждан, 17 октября — 5 ноября 1930 г. в Доме Вертхайма, Берлин.
- 1930 — Ребёнок, живопись — графика — скульптура. Осенняя выставка Ассоциации женщин-художниц Берлина (ВКБ), 8 ноября — 7 декабря, Schöneberger Ufer, Берлин.
- 1931 — Большая Берлинская художественная выставка, 3 мая. — 1-й отд. 16 августа 1931 г. и 2-й отд. 6.9. — 31 октября 1931 г. Дворец Бельвю, Берлин.
- 1932 — Весенняя выставка Товарищества женщин-художниц в Берлине (ВКБ), ? — ? 1932, Шёнебергер Уфер, Берлин.
- 1932 — Рождественская ярмарка берлинских художников, 3-11 декабря 1932 г., выставочные залы на Кайзердамме, Берлин.
- 1932 — Большая Берлинская художественная выставка, 8 мая. — 14 августа 1932 г., дворец Бельвю, Берлин.
- 1934 — Весенняя выставка Товарищества женщин-художниц в Берлине (ВКБ), май — июль 1934, Шёнебергер Уфер, Берлин.